# Ferdinando I de' Medici, Mare Duce de Toscana
Ferdinando I de' Medici, Mare Duce de Toscana (n. 30 iulie 1549, Florența, Ducatul Florenței⁠(d) – d. 3 februarie 1609, Florența, Marele Ducat de Toscana) a fost Mare Duce de Toscana din 1587 până în 1609 după ce i-a succedat fratelui său mai mare Francesco I.

## Biografie
Ferdinando a fost al cincilea fiu al lui Cosimo I de' Medici, Mare Duce de Toscana și al Eleonorei di Toledo, fiica lui Don Pedro Alvarez de Toledo, viceregele spaniol la Neapole. Ferdinando a fost numit cardinal în 1562 la vârsta de 14 ani și i-a succedat fratelui său Francesco I de' Medici, Mare Duce de Toscana în 1587 la vârsta de 38 de ani. Până la această vârstă își demonstrase abilitățile de administrator la Roma. A fondat Villa Medici în Roma și a achiziționat multe lucrări de artă. 
A păstrat funcția de cardinal după ce a devenit Mare Duce, până când s-a căsătorit cu Cristina de Lorena în 1589.. Până la apariția Papei Urban al VIII-lea, cardinalii nu erau obligați să devină clerici hirotoniți. 
Când a murit în 1609, a lăsat în urmă patru fii, din care cel mai mare, Cosimo, a moștenit tronul la vârsta de 19 ani. Fiica lui Ferdinando, Claudia (1604–1648), s-a căsătorit cu Federico Ubaldo, Duce de Urbino.